# Toyota Gazoo Racing WRT
Toyota Gazoo Racing WRT — команда чемпионата мира по ралли (WRC), базирующаяся в штаб-квартире Tommi Mäkinen Racing на территории Финляндии. Является официальной заводской командой автомобильного концерна Toyota. Руководитель команды — бывший пилот WRC Яри-Матти Латвала. Команда является отдельным подразделением от команды Toyota Gazoo Racing, возглавляемой Toyota Motorsport GmbH.
В 2018 году команде удалось выиграть чемпионат мира по ралли. Это принесло Toyota четвёртый титул в зачёте автопроизводителей, после длительного перерыва с 1999 года.

## История
Возвращение бренда и разработку автомобиля к чемпионату мира 2017 года, первоначально контролировала Toyota Motorsport GmbH, но поскольку Toyota Motorsport GmbH также курирует разработку и эксплуатацию Toyota TS050 Hybrid на чемпионате мира по гонкам на выносливость, Toyota решила передать проект Томми Мякинену и главному инженеру Тому Фаулеру. Экипажи необходимо было спроектировать и произвести всего за 15/16 месяцев, к первому этапу в Монте-Карло, что значительно усложняло задачи инженерному отделу только что создавшейся команды. За основу был выбран Toyota Yaris WRC имеющий 1,6-литровый четырёхцилиндровый двигатель с прямым впрыском и турбонаддувом, мощностью 380 л. с.

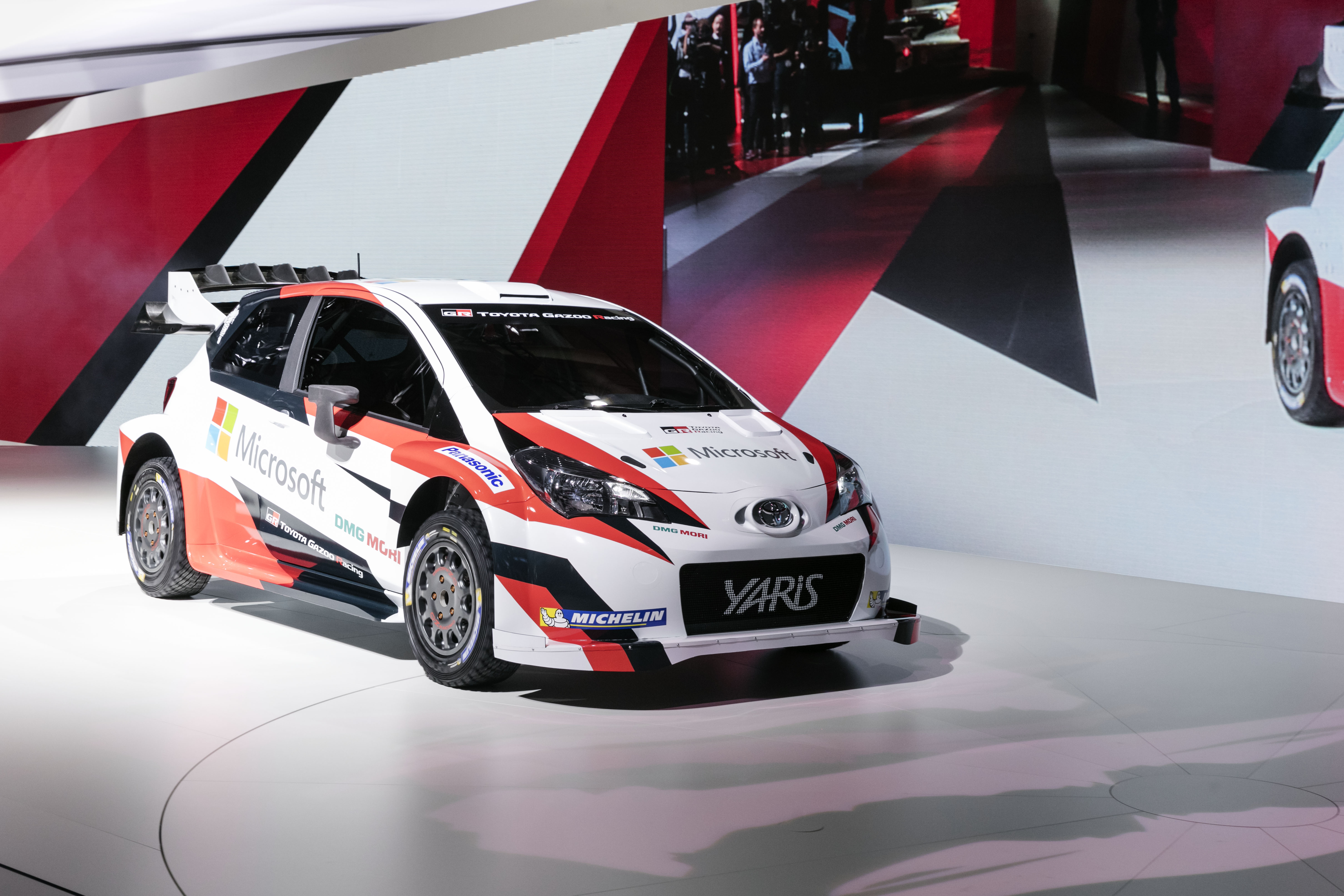
Премьера Toyota Yaris WRC на Парижском автосалоне в 2016 году

### 2017
После подготовки первого прототипа, команда вышла на рынок-пилотов. Изначально, место первого экипажа предлагали Себастьяну Лёбу и его штурману Даниэлю Элене, после того, как с ними не стали продлевать контракты на следующий сезон в Citroën, но впоследствии, сам Себастьян опроверг слухи о возращении в WRC. Также Тойота рассматривала приглашение Петтера Сульберга, Элфина Эванса, Отта Тянака, Теэму Сунинена и Понтуса Тидеманда. В конце 2016 года, было объявлено о подписании Яри-Матти Латвалы и его штурмана Миикка Анттилы из уходящего из ралли Volkswagen Motorsport, Юхо Ханнинена (не выступающего в мировом первенстве с 2014 года) и штурмана Кайа Линдстрема, а в качестве тест-пилота, действующего чемпиона WRC-2 Эсапекки Лаппи и штурмана Янне Фермде. Действующие чемпионы WRC-2 Лаппи и Фермде дебютировали на автомобиле спецификации WRC, участвуя в частичной кампании ралли Португалии.
Команда заняла свой первый подиум на Ралли Монте-Карло 2017 года и одержала первую победу в следующем этапе Ралли Швеции 2017. Лучший результат команды в сезоне пришёлся на Финляндию, когда Эсапекка Лаппи одержал первую победу в WRC, а Юхо Ханнинен занял первое место на подиуме, Яри-Матти Латвала был вынужден покинуть лидерство из-за механической проблемы.
По итогу сезона, команда заняла 3-е место в чемпионате производителей.

### 2018
Главным событием на рынке пилотов стал переход Отта Тянака и штурмана Мартина Ярвеоя из M-Sport в Toyota, где он заменил Юхо Ханнинена, который взял на себя роль тест-пилота. Также произошли кадровые перестановки: Кай Линдстрем заменил Ярмо Лехтинена на посту спортивного директора команды, который покинул эту должность после окончания сезона 2017 года.
В августе 2018 года, команда разместила свою базу обслуживания в Эстонии, что в 8 км от Таллинна, в небольшом городе Пеэтри. Штаб-квартира, разработка, тестирование и администрация останутся в Финляндии.
В новом сезоне Toyota смогла завоевать титул производителей чемпионата мира по ралли 2018 года, уверенно выиграв в зачёте на второй год после возвращения в турнир. После победы в турнире, Томми Мякинен, стал первым человеком в истории ралли, выигравшим чемпионат как в качестве пилота, так и в качестве руководителя команды. Отт Танак и Яревоя одержали четыре победы в ралли, в том числе три победы подряд, а Яри-Матти Латвала и Анттила — один раз.

### 2019
По окончании сезона команда полностью поменяла состав пилотов. Главным переходом сезона и одновременно, главной сенсацией стал переход Отт Тянака. Уже выиграв титул в личном зачёте, Тянак заявил, что покидает команду и переходит в Hyundai. ГОДУ Также в конце сезона команду покинули Эсапекка Лаппи и штурман Янне Ферм. Они ушли в Citroën после двух лет работы в команде. На место третьего пилота подписали уволенного в середине прошлого сезона из Citroën британца Криса Мика. Таким образом, произошла ротация этих гонщиков между командами. Кроме того, Крис Мик прекратил многолетнее сотрудничество с Полом Нейглом и его новым штурманом стал Себастьян Маршалл, ранее работавший с Хейденом Пэддоном. А для Яри-Матти Латвалы сезон стал фактически последним полноценным сезоном в карьере.
Команда заняла второе место уступив 18 очков Hyundai в зачёте производителей, но в личном зачёте чемпионом мира впервые стал эстонец Отт Тянак, прервав 15-летнюю серию титулов французских пилотов.

### 2020
В новом сезоне, Тойота вновь поменяла весь состав пилотов, подписав контракт с шестикратным чемпионом мира — Себастьяном Ожье и его штурманом Жюльеном Инграссией, перешедшего из Citroën, который покинул сезон по окончании чемпионата. Контракт с Toyota был подписан на один год и француз планировал, что 2020 год станет для него последним в мировом чемпионате. Но из-за скомканного в результате пандемии сезона Ожье решил продлить сотрудничество ещё на один год. Также соглашения подписали с Элфином Эвансом и штурманом Мартином Скоттом из M-Sport. В качестве третьего пилота подписан ставший в 2019 году чемпионом WRC-2 Калле Рованпере из Škoda Motorsport и штурман Йонне Халтунен. Также вне зачёта производителей Toyota выставила две машины: на первой на европейских этапах выступал японец Такамото Катсута (в сотрудничестве с бывшим штурманом Элфина Эванса — Дэниэлом Барреттом), на второй проехал на Ралли Швеции бывший пилот их заводской команды — Яри-Матти Латвала (штурманом выступил Юхо Ханнинен).
В зачёте производителей, победу второй год подряд одержала команда Hyundai, опередив Toyota всего на пять очков (в зачёт шли по два лучших результата пилотов коллектива за этап). Чемпионами мира в седьмой раз стали французы Себастьен Ожье и Жюльен Инграссия.

### 2021
В межсезонье, команда полностью сохранила состав пилотов (включая японца Такамото Катсуту, который выступает вне зачёта производителей). Также остался и действующий чемпион Себастьен Ожье, который ранее заявлял, что 2020 год станет для него последним в чемпионате. Ключевым кадровым событием сезона стала смена руководителя команды: Томми Мякинен стал советником компании по автоспорту концерна Toyota, а на его место пришёл бывший гонщик Toyota Яри-Матти Латвала,четыре года выступавший с Ожье в команде Volkswagen Motorsport. Для сезона 2021 года команда планировала разработать новый автомобиль на базе GR Yaris, но из-за последствий пандемии было решено отказаться от этой идеи.
С появлением в следующем году совершенно новых гибридных автомобилей Тойота решила, что размещение объектов проектирования, разработки, строительства и реконструкции на своём новом заводе в Эстонии не имеет больше смысла в 2022 году. В связи с этим, концерн решил закрыть свою базу обслуживания в Эстонии после окончания сезона 2021.

## WRC результаты
| Год                                                               | Команда                                                           | Машина                                                            | Номер                                                             | Пилот                                                             | 1                                                                 | 2                                                                 | 3                                                                 | 4                                                                 | 5                                                                 | 6                                                                 | 7                                                                 | 8                                                                 | 9                                                                 | 10                                                                | 11                                                                | 12                                                                | 13                                                                | 14                                                                | ОЛЗ                                                               | Очки                                                              | ОЗП                                                               | Очки                                                              |
| 2000 — 2016: Toyota не участвовала в чемпионате как производитель | 2000 — 2016: Toyota не участвовала в чемпионате как производитель | 2000 — 2016: Toyota не участвовала в чемпионате как производитель | 2000 — 2016: Toyota не участвовала в чемпионате как производитель | 2000 — 2016: Toyota не участвовала в чемпионате как производитель | 2000 — 2016: Toyota не участвовала в чемпионате как производитель | 2000 — 2016: Toyota не участвовала в чемпионате как производитель | 2000 — 2016: Toyota не участвовала в чемпионате как производитель | 2000 — 2016: Toyota не участвовала в чемпионате как производитель | 2000 — 2016: Toyota не участвовала в чемпионате как производитель | 2000 — 2016: Toyota не участвовала в чемпионате как производитель | 2000 — 2016: Toyota не участвовала в чемпионате как производитель | 2000 — 2016: Toyota не участвовала в чемпионате как производитель | 2000 — 2016: Toyota не участвовала в чемпионате как производитель | 2000 — 2016: Toyota не участвовала в чемпионате как производитель | 2000 — 2016: Toyota не участвовала в чемпионате как производитель | 2000 — 2016: Toyota не участвовала в чемпионате как производитель | 2000 — 2016: Toyota не участвовала в чемпионате как производитель | 2000 — 2016: Toyota не участвовала в чемпионате как производитель | 2000 — 2016: Toyota не участвовала в чемпионате как производитель | 2000 — 2016: Toyota не участвовала в чемпионате как производитель | 2000 — 2016: Toyota не участвовала в чемпионате как производитель | 2000 — 2016: Toyota не участвовала в чемпионате как производитель |
| ----------------------------------------------------------------- | ----------------------------------------------------------------- | ----------------------------------------------------------------- | ----------------------------------------------------------------- | ----------------------------------------------------------------- | ----------------------------------------------------------------- | ----------------------------------------------------------------- | ----------------------------------------------------------------- | ----------------------------------------------------------------- | ----------------------------------------------------------------- | ----------------------------------------------------------------- | ----------------------------------------------------------------- | ----------------------------------------------------------------- | ----------------------------------------------------------------- | ----------------------------------------------------------------- | ----------------------------------------------------------------- | ----------------------------------------------------------------- | ----------------------------------------------------------------- | ----------------------------------------------------------------- | ----------------------------------------------------------------- | ----------------------------------------------------------------- | ----------------------------------------------------------------- | ----------------------------------------------------------------- |
| 2017                                                              | Toyota Gazoo Racing WRT                                           | Toyota Yaris WRC                                                  |                                                                   |                                                                   |                                                                   |                                                                   |                                                                   |                                                                   |                                                                   |                                                                   |                                                                   |                                                                   |                                                                   |                                                                   |                                                                   |                                                                   |                                                                   |                                                                   |                                                                   |                                                                   |                                                                   |                                                                   |
| 2017                                                              | Toyota Gazoo Racing WRT                                           | Toyota Yaris WRC                                                  | 10                                                                | Яри-Матти Латвала                                                 | МОН 2                                                             | ШВЕ 1                                                             | МЕК 6                                                             | ФРА 4                                                             | АРГ 5                                                             | ПОР 9                                                             | ИТА 2                                                             | ПОЛ 20                                                            | ФИН 21                                                            | ГЕР 7                                                             | ИСП Сход                                                          | ВЕЛ 5                                                             | АВС Сход                                                          |                                                                   | 4-й                                                               | 136                                                               | 3-й                                                               | 251                                                               |
| 2017                                                              | Toyota Gazoo Racing WRT                                           | Toyota Yaris WRC                                                  | 11                                                                | Юхо Ханнинен                                                      | МОН 16                                                            | ШВЕ 23                                                            | МЕК 7                                                             | ФРА Сход                                                          | АРГ 7                                                             | ПОР 7                                                             | ИТА 6                                                             | ПОЛ 10                                                            | ФИН 3                                                             | ГЕР 4                                                             | ИСП 4                                                             | ВЕЛ Сход                                                          |                                                                   |                                                                   | 9-й                                                               | 71                                                                | 3-й                                                               | 251                                                               |
| 2017                                                              | Toyota Gazoo Racing WRT                                           | Toyota Yaris WRC                                                  | 11                                                                | Эсапекка Лаппи                                                    |                                                                   |                                                                   |                                                                   |                                                                   |                                                                   |                                                                   |                                                                   |                                                                   |                                                                   |                                                                   |                                                                   |                                                                   | АВС 6                                                             |                                                                   | 11-й                                                              | 62                                                                | 3-й                                                               | 251                                                               |
| 2017                                                              | Toyota Gazoo Racing WRT                                           | Toyota Yaris WRC                                                  | 12                                                                | Эсапекка Лаппи                                                    | МОН -                                                             | ШВЕ -                                                             | МЕК -                                                             | ФРА -                                                             | АРГ -                                                             | ПОР 10                                                            | ИТА 4                                                             | ПОЛ Сход                                                          | ФИН 1                                                             | ГЕР 21                                                            | ИСП Сход                                                          | ВЕЛ 9                                                             | АВС -                                                             |                                                                   | 11-й                                                              | 62                                                                | 3-й                                                               | 251                                                               |
| 2018                                                              | Toyota Gazoo Racing WRT                                           | Toyota Yaris WRC                                                  |                                                                   |                                                                   |                                                                   |                                                                   |                                                                   |                                                                   |                                                                   |                                                                   |                                                                   |                                                                   |                                                                   |                                                                   |                                                                   |                                                                   |                                                                   |                                                                   |                                                                   |                                                                   |                                                                   |                                                                   |
| 2018                                                              | Toyota Gazoo Racing WRT                                           | Toyota Yaris WRC                                                  | 7                                                                 | Яри-Матти Латвала                                                 | МОН 3                                                             | ШВЕ 7                                                             | МЕК 8                                                             | ФРА Сход                                                          | АРГ Сход                                                          | ПОР 24                                                            | ИТА 7                                                             | ФИН 3                                                             | ГЕР Сход                                                          | ТУР 2                                                             | ВЕЛ 2                                                             | ИСП 8                                                             | АВС 1                                                             |                                                                   | 4-й                                                               | 128                                                               | 1-й                                                               | 368                                                               |
| 2018                                                              | Toyota Gazoo Racing WRT                                           | Toyota Yaris WRC                                                  | 8                                                                 | Отт Тянак                                                         | МОН 2                                                             | ШВЕ 9                                                             | МЕК 14                                                            | ФРА 2                                                             | АРГ 1                                                             | ПОР Сход                                                          | ИТА 9                                                             | ФИН 1                                                             | ГЕР 1                                                             | ТУР 1                                                             | ВЕЛ 19                                                            | ИСП 6                                                             | АВС Сход                                                          |                                                                   | 3-й                                                               | 181                                                               | 1-й                                                               | 368                                                               |
| 2018                                                              | Toyota Gazoo Racing WRT                                           | Toyota Yaris WRC                                                  | 9                                                                 | Эсапекка Лаппи                                                    | МОН 7                                                             | ШВЕ 4                                                             | МЕК 11                                                            | ФРА 6                                                             | АРГ 8                                                             | ПОР 5                                                             | ИТА 3                                                             | ФИН Сход                                                          | ГЕР 3                                                             | ТУР Сход                                                          | ВЕЛ 3                                                             | ИСП 7                                                             | АВС 4                                                             |                                                                   | 5-й                                                               | 126                                                               | 1-й                                                               | 368                                                               |
| 2019                                                              | Toyota Gazoo Racing WRT                                           | Toyota Yaris WRC                                                  | 5                                                                 | Крис Мик                                                          | МОН 6                                                             | ШВЕ 6                                                             | МЕК 5                                                             | ФРА 9                                                             | АРГ 4                                                             | ЧИЛ 10                                                            | ПОР Сход                                                          | ИТА 8                                                             | ФИН Сход                                                          | ГЕР 2                                                             | ТУР 7                                                             | ВЕЛ 4                                                             | ИСП 29                                                            | АВС Отм                                                           | 6-й                                                               | 98                                                                | 2-й                                                               | 362                                                               |
| 2019                                                              | Toyota Gazoo Racing WRT                                           | Toyota Yaris WRC                                                  | 8                                                                 | Отт Тянак                                                         | МОН 3                                                             | ШВЕ 1                                                             | МЕК 2                                                             | ФРА 6                                                             | АРГ 8                                                             | ЧИЛ 1                                                             | ПОР 1                                                             | ИТА 5                                                             | ФИН 1                                                             | ГЕР 1                                                             | ТУР 16                                                            | ВЕЛ 1                                                             | ИСП 2                                                             | АВС Отм                                                           | 1-й                                                               | 263                                                               | 2-й                                                               | 362                                                               |
| 2019                                                              | Toyota Gazoo Racing WRT                                           | Toyota Yaris WRC                                                  | 10                                                                | Яри-Матти Латвала                                                 | МОН 5                                                             | ШВЕ 21                                                            | МЕК 8                                                             | ФРА 10                                                            | АРГ 5                                                             | ЧИЛ 11                                                            | ПОР 7                                                             | ИТА 19                                                            | ФИН 3                                                             | ГЕР 3                                                             | ТУР 6                                                             | ВЕЛ Сход                                                          | ИСП 5                                                             | АВС Отм                                                           | 7-й                                                               | 94                                                                | 2-й                                                               | 362                                                               |
| 2020                                                              | Toyota Gazoo Racing WRT                                           | Toyota Yaris WRC                                                  | 17                                                                | Себастьен Ожье                                                    | МОН 2                                                             | ШВЕ 4                                                             | МЕК 1                                                             | ЭСТ 3                                                             | ТУР Сход                                                          | ИТА 3                                                             | МНЦ 1                                                             |                                                                   |                                                                   |                                                                   |                                                                   |                                                                   |                                                                   |                                                                   | 1-й                                                               | 122                                                               | 2-й                                                               | 236                                                               |
| 2020                                                              | Toyota Gazoo Racing WRT                                           | Toyota Yaris WRC                                                  | 33                                                                | Элфин Эванс                                                       | МОН 3                                                             | ШВЕ 1                                                             | МЕК 4                                                             | ЭСТ 4                                                             | ТУР 1                                                             | ИТА 4                                                             | МНЦ 29                                                            |                                                                   |                                                                   |                                                                   |                                                                   |                                                                   |                                                                   |                                                                   | 2-й                                                               | 114                                                               | 2-й                                                               | 236                                                               |
| 2020                                                              | Toyota Gazoo Racing WRT                                           | Toyota Yaris WRC                                                  | 69                                                                | Калле Рованпера                                                   | МОН 5                                                             | ШВЕ 3                                                             | МЕК 5                                                             | ЭСТ 5                                                             | ТУР 4                                                             | ИТА Сход                                                          | МНЦ 5                                                             |                                                                   |                                                                   |                                                                   |                                                                   |                                                                   |                                                                   |                                                                   | 5-й                                                               | 80                                                                | 2-й                                                               | 236                                                               |
| 2021                                                              | Toyota Gazoo Racing WRT                                           | Toyota Yaris WRC                                                  | 1                                                                 | Себастьен Ожье                                                    | МОН 1                                                             | АРК 20                                                            | ХОР 1                                                             | ПОР 3                                                             | ИТА 1                                                             | КЕН 1                                                             | ЭСТ 4                                                             | БЕЛ 5                                                             | ГРЕ 3                                                             | ФИН 5                                                             | ИСП 4                                                             | МНЦ 1                                                             |                                                                   |                                                                   | 1-й                                                               | 230                                                               | 1-й                                                               | 520                                                               |
| 2021                                                              | Toyota Gazoo Racing WRT                                           | Toyota Yaris WRC                                                  | 33                                                                | Элфин Эванс                                                       | МОН 2                                                             | АРК 5                                                             | ХОР 2                                                             | ПОР 1                                                             | ИТА 2                                                             | КЕН 10                                                            | ЭСТ 5                                                             | БЕЛ 4                                                             | ГРЕ 6                                                             | ФИН 1                                                             | ИСП 2                                                             | МНЦ 2                                                             |                                                                   |                                                                   | 2-й                                                               | 203                                                               | 1-й                                                               | 520                                                               |
| 2021                                                              | Toyota Gazoo Racing WRT                                           | Toyota Yaris WRC                                                  | 69                                                                | Калле Рованпера                                                   | МОН 4                                                             | АРК 2                                                             | ХОР Сход                                                          | ПОР 22                                                            | ИТА 25                                                            | КЕН 6                                                             | ЭСТ 1                                                             | БЕЛ 3                                                             | ГРЕ 1                                                             | ФИН 34                                                            | ИСП 5                                                             | МНЦ 9                                                             |                                                                   |                                                                   | 4-й                                                               | 142                                                               | 1-й                                                               | 520                                                               |
| 2022                                                              | Toyota Gazoo Racing WRT                                           | Toyota GR Yaris Rally1                                            | 1                                                                 | Себастьен Ожье                                                    | МОН 2                                                             |                                                                   |                                                                   | ПОР 51                                                            |                                                                   | КЕН 4                                                             |                                                                   |                                                                   |                                                                   |                                                                   | НЗЛ 2                                                             | ИСП 1                                                             | ЯПО 4                                                             |                                                                   | 6-й                                                               | 97                                                                | 1-й                                                               | 525                                                               |
| 2022                                                              | Toyota Gazoo Racing WRT                                           | Toyota GR Yaris Rally1                                            | 4                                                                 | Эсапекка Лаппи                                                    |                                                                   | ШВЕ 3                                                             | ХОР 49                                                            |                                                                   | ИТА 44                                                            |                                                                   | ЭСТ 6                                                             | ФИН 3                                                             | БЕЛ 3                                                             | ГРЕ 22                                                            |                                                                   |                                                                   |                                                                   |                                                                   | 9-й                                                               | 58                                                                | 1-й                                                               | 525                                                               |
| 2022                                                              | Toyota Gazoo Racing WRT                                           | Toyota GR Yaris Rally1                                            | 33                                                                | Элфин Эванс                                                       | МОН 21                                                            | ШВЕ Сход                                                          | ХОР 5                                                             | ПОР 2                                                             | ИТА 40                                                            | КЕН 2                                                             | ЭСТ 2                                                             | ФИН 4                                                             | БЕЛ 2                                                             | ГРЕ Сход                                                          | НЗЛ Сход                                                          | ИСП 6                                                             | ЯПО 5                                                             |                                                                   | 4-й                                                               | 134                                                               | 1-й                                                               | 525                                                               |
| 2022                                                              | Toyota Gazoo Racing WRT                                           | Toyota GR Yaris Rally1                                            | 69                                                                | Калле Рованпера                                                   | МОН 4                                                             | ШВЕ 1                                                             | ХОР 1                                                             | ПОР 1                                                             | ИТА 5                                                             | КЕН 1                                                             | ЭСТ 1                                                             | ФИН 2                                                             | БЕЛ 62                                                            | ГРЕ 15                                                            | НЗЛ 1                                                             | ИСП 3                                                             | ЯПО 12                                                            |                                                                   | 1-й                                                               | 255                                                               | 1-й                                                               | 525                                                               |

* Сезон продолжается

## Статистика
| Показатель              | Кол-во | Годы            | Пилоты | Лучший результат                         |
| ----------------------- | ------ | --------------- | --- | ---------------------------------------- |
| Кубок производителей    | 5      | 2018, 2021-2024 | | 561 очков (2024)                         |
| Титулы в личном зачёте  | 5      | 2019-2023       | Себастьен Ожье (2), Калле Рованперя (2), Отт Тянак | 263 очка (2019)                          |
| Призёры в личном зачёте | 10     | 2018-2024       | Элфин Эванс (4), Отт Тянак (2), Себастьен Ожье (2), Калле Рованперя (2) | Чемпион и вице-чемпион (2020-2021, 2023) |
| Победы                  | 50     | 2017-2024       | Калле Рованпера (15), Себастьен Ожье (14), Отт Тянак (10), Элфин Эванс (8), Яри-Матти Латвала (2), Эсапекка Лаппи (1)                                                               | 9 побед (2021, 2023)                     |
| Подиумы                 | 115    | 2017-2024       | Элфин Эванс (28), Себастьен Ожье (26), Калле Рованперя (25), Отт Тянак (15), Яри-Матти Латвала (10), Эсапекка Лаппи (7), Крис Мик (1), Юхо Ханнинен (1), Такамото Кацута (2)        | 20 подиумов (2023)                       |
| Выигранные СУ           | 712 ?? | 2017-2023       | Калле Рованпера (170), Отт Тянак (143), Себастьен Ожье (131), Элфин Эванс (105), Яри-Матти Латвала (72), Эсапекка Лаппи (48), Такамото Кацута (18), Крис Мик (17), Юхо Ханнинен (7) | 151 СУ (2023)                            |
| Победы на Power Stage   | 47     | 2017-2024       | Калле Рованперя (18), Отт Тянак (9), Себастьен Ожье (6), Эсапекка Лаппи (4), Яри-Матти Латвала (4), Элфин Эванс (3), Крис Мик (2)                                                   | 9 PS (2023)                              |